# あいぞめ〜二籠
「あいぞめ〜二籠」（あいぞめ〜ふたこもり）は、savage geniusの7作目のシングル。2006年12月20日にビクターエンタテインメントから発売された。

## 概要
表題曲「あいぞめ〜二籠」は、テレビアニメ『地獄少女 二籠』で閻魔あい役の能登麻美子が歌う「あいぞめ」のセルフカバー曲。
発売時は能登のシングルであると誤認して購入したケースが多々見られ、問題となった。能登が歌う「あいぞめ」は『地獄少女 二籠 オリジナルサウンドトラック』に収録されている。

## 収録曲
1. あいぞめ〜二籠 [5:11]
作詞：ああ、作曲：タクミ、編曲：大橋恵
2. 永遠に降る粉雪 [5:08] 
作詞：ああ、作曲：タクミ、編曲：水島康貴
3. Forever... Animelo Summer Live version [5:03] 
作詞：ああ、作曲：タクミ、編曲：鈴木“DAICHI”秀行
4. あいぞめ〜二籠（without vocal）
5. 永遠に降る粉雪（without vocal）

## 収録アルバム
| 曲名           | 収録アルバム                  |
| -------------- | ----------------------------- |
| あいぞめ〜二籠 | 『空ノ言葉』（2007年11月7日） |